# Филмографија Кејт Винслет
Кејт Винслет је енглеска глумица која је дебитовала на екрану са петнаест година у BBC серији Dark Season 1991. године. Након више телевизијских појављивања у Великој Британији, појављује се на филму са главном улогом у улози убице Џулијет Хулм у криминалистичком филму Питера Џексона Небеска створења 1994. године. Кејт је стекла широку препознатљивост играјући Маријану Дашвуд у филмској адаптацији Разум и осећајност из 1995. године, за коју је добила номинацију за Оскара и освојила БАФТА награду за најбољу споредну глумицу. Те године, појавила се у продукцији Ројал Екчејнџ позоришта у фарси Џоa Ортонa What the Butler Saw. У 1997. години, глумила је у пару са Леонардом Дикапријем у романтичном филму Џејмса Кемерона Титаник, који је постао најпрофитабилнији филм свих времена до тог тренутка. Ова улога је учврстила њену позицију филмске звезде и донела јој номинацију за Оскара за најбољу глумицу.
Кејт је након Титаника глумила у мањим периодним драмама које су биле критички похваљене, али нису биле широко гледане.. Глумила је разочарану самохрану мајку у Hideous Kinky (1998), Аустралијанку коју је испрао религиозни култ у Свети дим (1999), сексуално потиснуту праљу у Quills (2000) и романописац Ајрис Мурдок у Ајрис (2001). За последњу од ових улога добила је своју трећу номинацију за Оскара. Кејт је освојила Греми награду за нарацију кратке приче у дечјој аудиокњизи Listen to the Storyteller (1999), а отпевала је и сингл What If за анимирани филм Божићна прича (2001). Научно-фантастични романтични филм Вечни сјај беспрекорног ума из 2004. године означио је једну од њених првих улога која се одвија у савременом времену, а Кејт је након тога глумила у филмовима У потрази за Недођијом (2004) и Интимне ствари (2006). За први и последњи од ових филмова добила је номинације за Оскара и потом је глумила са Камерон Дијаз у комерцијално успешним романтичним комедијама Љубав и празници (2006).
У 2008. години, Кејт је играла домаћицу из 1950-их која жуди за бољим животом у филму Револуционарни пут и стражарку из нацистичког концентрационог логора у филму Читач. За другу улогу добила је БАФТА и Оскара за најбољу глумицу. Кејт је затим глумила истоимену протагонисту у HBO мини-серији Милдред Пирс 2011, за коју је освојила Еми награду за изузетну главну глумицу. У 2014. години, Кејт је играла Жанин Мејтју у филмском серијалу Другачија, а 2015. је глумила у филму Кројачица, који се сврстао међу најпрофитабилније аустралијске филмове. За улогу Џоане Хофман у биографском филму Стив Џобс из 2015, редитеља Денија Бојла, добила је своју трећу БАФТА награду и своју седму номинацију за Оскара. Након што је играла циничну конобарицу у драмском филму Вудија Алена Чудесна панорама (2017), Кејт је глумила проблематичну детективку у HBO мини-серији Мер из Истауна (2021), освојивши другу Примајм Тајм Еми награду. У 2022. години, имала је споредну улогу у научно-фантастичном филму Камерона Аватар: Пут воде, који је постао њен други филм који је зарадио преко две милијарде долара широм света. Такође је освојила две БАФТА ТВ награде за продукцију и главну улогу у драми I Am Ruth из 2022. године.

## Филм
| Films that have not yet been released | Означава филмове који још нису објављени |

| Година | Наслов                                     | Улога                 | Напомена                                | Реф.   |
| ------ | ------------------------------------------ | --------------------- | --------------------------------------- | ------ |
| 1994.  | Небеска створења                           | Џулијет Хјум          |                                         | [ 26 ] |
| 1995.  | Разум и осећајност                         | Меријен Дашвуд        |                                         | [ 27 ] |
| 1995.  | Дечак на двору краља Артура                | принцеза Сара         |                                         | [ 28 ] |
| 1996.  | Jude                                       | Су Брајдхед           |                                         | [ 29 ] |
| 1996.  | Хамлет                                     | Офелија               |                                         | [ 30 ] |
| 1997.  | Титаник                                    | Роуз Девит Бјукетер   |                                         | [ 31 ] |
| 1998.  | Hideous Kinky                              | Џулија                |                                         | [ 32 ] |
| 1999.  | Вилењаци                                   | Бриџид                | гласовна улога                          | [ 33 ] |
| 1999.  | Свети дим!                                 | Рут Барон             |                                         | [ 34 ] |
| 2000.  | Перо                                       | Мадлен Мади Леклерк   |                                         | [ 35 ] |
| 2001.  | Енигма                                     | Хестер Волас          |                                         | [ 36 ] |
| 2001.  | Ајрис                                      | млада Ајрис Мердок    |                                         | [ 37 ] |
| 2001.  | Божићна прича (филм из 2001)               | Бела                  | гласовна улога                          | [ 38 ] |
| 2002.  | War Game                                   | Ени                   | гласовна улога; кратки филм             | [ 39 ] |
| 2003.  | Живот Дејвида Гејла                        | Битси Блум            |                                         | [ 40 ] |
| 2004.  | Вечни сјај беспрекорног ума                | Клементајн Кручински  |                                         | [ 41 ] |
| 2004.  | У потрази за Недођијом                     | Силвија Луелин Дејвис |                                         | [ 42 ] |
| 2005.  | Романса и цигарете                         | Тјула                 |                                         | [ 43 ] |
| 2006.  | Deep Sea 3D                                | наратор               | документарни филм                       | [ 44 ] |
| 2006.  | Прошиш'о кроз шољу                         | Рита                  | гласовна улога                          | [ 45 ] |
| 2006.  | Сви краљеви људи                           | Ен Стентон            |                                         | [ 46 ] |
| 2006.  | Интимне ствари                             | Сара Пирс             |                                         | [ 47 ] |
| 2006.  | Љубав и празници                           | Ајрис Симпкинс        |                                         | [ 48 ] |
| 2007.  | Лисица и дете                              | наратор               | енглеска синхронизација                 | [ 49 ] |
| 2008.  | Читач                                      | Хана Шмиц             |                                         | [ 50 ] |
| 2008.  | Револуционарни пут                         | Ејприл Вилер          |                                         | [ 51 ] |
| 2009.  | A Mother's Courage: Talking Back to Autism | наратор               | документарни филм                       | [ 52 ] |
| 2011.  | Крвопролиће                                | Ненси Кауан           |                                         | [ 53 ] |
| 2011.  | Зараза                                     | др Ерин Мирс          |                                         | [ 54 ] |
| 2013.  | Филм 43                                    | Бет                   | сегмент: The Catch                      | [ 55 ] |
| 2013.  | Празник рада                               | Адел Вилер            |                                         | [ 56 ] |
| 2014.  | Другачија                                  | Џанин Метјуз          |                                         | [ 57 ] |
| 2014.  | Мали хаос                                  | Сабин                 |                                         | [ 58 ] |
| 2015.  | Трилогија Другачија: Побуњени              | Џанин Метјуз          |                                         | [ 59 ] |
| 2015.  | Daisy Chain                                | Батеркап              | кратки филм                             | [ 60 ] |
| 2015.  | Стив Џобс                                  | Џоана Хофман          |                                         | [ 61 ] |
| 2015.  | Кројачица                                  | Миртл Тили Даниџ      |                                         | [ 62 ] |
| 2016.  | Троструко 9                                | Ирина Власлов         | познат и под именом Шифра 999           | [ 63 ] |
| 2016.  | Скривена лепота                            | Клер Вилсон           |                                         | [ 64 ] |
| 2016.  | The Lost Letter                            | наратор               | кратки филм                             | [ 65 ] |
| 2017.  | The Mountain Between Us                    | Alex Martin           |                                         | [ 66 ] |
| 2017.  | Чудесна панорама                           | Џини Ранел            |                                         | [ 67 ] |
| 2018.  | Мери и чаробни цвет                        | Мадам Мамблчук        | гласовна улога, енглеска синхронизација | [ 68 ] |
| 2019.  | Birds of a Feather                         | Бланш                 | гласовна улога                          | [ 69 ] |
| 2019.  | Мирно срце                                 | Џенифер               |                                         | [ 70 ] |
| 2020.  | Baba Yaga                                  | Баба Јага             | кратки филм; гласовна улога             | [ 71 ] |
| 2020.  | Амонит                                     | Мери Анинг            |                                         | [ 72 ] |
| 2020.  | Црни лепотан                               | Црни лепотан          | гласовна улога                          | [ 73 ] |
| 2021.  | Eating Our Way to Extinction               | наратор               | документарни филм                       | [ 74 ] |
| 2022.  | Eleven Days in May                         |                       | документарни филм                       | [ 75 ] |
| 2022.  | Аватар: Пут воде                           | Ронал                 |                                         | [ 76 ] |
| 2023.  | Ли                                         | Ли Милер              | такође продуцент                        | [ 77 ] |
| 2024.  | DreamScapes                                | наратор               | документарни филм                       | [ 78 ] |
| 2025.  | Аватар: Ватра и пепео                      | Ронал                 | постпродукција                          | [ 79 ] |
| TBA    | Goodbye June                               | TBA                   | снимање; такође редитељ и продуцент     | [ 80 ] |

## Телевизија
| Година   | Наслов                        | Улога              | Напомена                              | Реф.          |
| -------- | ----------------------------- | ------------------ | ------------------------------------- | ------------- |
| 1991.    | Dark Season                   | Рит                | 6 епизода                             | [ 81 ]        |
| 1992.    | Anglo-Saxon Attitudes         | Керолајн Џенингтон | мини-серија                           | [ 82 ] [ 83 ] |
| 1992–93. | Get Back                      | Елеанор Свит       | 15 епизода                            | [ 84 ]        |
| 1993.    | Жртва                         | Сузан              | епизода: Family Matters               | [ 85 ] [ 86 ] |
| 2004.    | Гордост                       | Суки               | телевизијски филм; гласовна улога     | [ 87 ]        |
| 2004.    | Уживо суботом увече           | домаћин            | епизода: Кејт Винслет/Еминем          | [ 88 ]        |
| 2005.    | Статисти                      | себе               | епизода: Kate Winslet                 | [ 89 ]        |
| 2011.    | Милдред Пирс                  | Милдред Пирс       | мини-серија                           | [ 90 ]        |
| 2015.    | Running Wild with Bear Grylls | себе               | епизода: Kate Winslet                 | [ 91 ]        |
| 2015.    | Snow Chick                    | наратор            | телевизијски филм                     | [ 92 ]        |
| 2017.    | Diana: The Day Britain Cried  | наратор            | документарни филм                     | [ 93 ]        |
| 2017.    | Snow Bears                    | наратор            | документарни филм                     | [ 94 ]        |
| 2019–20. | Moominvalley                  | госпођа Филијонк   | 6 епизода; гласовна улога             | [ 95 ]        |
| 2021.    | Мер из Истауна                | Мер Шин            | мини-серија; такође извршни продуцент | [ 96 ]        |
| 2022.    | I Am...                       | Рут                | епизода: I Am Ruth                    | [ 97 ]        |
| 2024.    | Режим                         | Елена Вернхам      | мини-серија; такође извршни продуцент | [ 98 ]        |

## Позориште
| Година | Продукција          | Улога           | Место                      | Реф.   |
| ------ | ------------------- | --------------- | -------------------------- | ------ |
| 1994.  | What the Butler Saw | Џералдин Баркли | Краљевска берза, Манчестер | [ 99 ] |

## Видео-игре
| Година | Продукција                  | Улога        | Напомена                           | Реф.    |
| ------ | --------------------------- | ------------ | ---------------------------------- | ------- |
| 2015.  | Insurgent – Shatter Reality | Жанин Метјуз | Виртуелна реалност Samsung Gear VR | [ 100 ] |

## Дискографија
| Година | Музика из филма            | Песма         | Издавач               | Реф.    |
| ------ | -------------------------- | ------------- | --------------------- | ------- |
| 1994.  | Heavenly Creatures         | Juliet's Aria | BMG Rights Management | [ 101 ] |
| 2001.  | Christmas Carol: The Movie | What If       | EMI                   | [ 102 ] |
| 2005.  | Sandra Boynton's Dog Train | I Need a Nap  | Boynton Recordings    | [ 103 ] |

## Аудиокњига
| Година | Наслов                     | Улога   | Реф.            |
| ------ | -------------------------- | ------- | --------------- |
| 1995.  | Sense and Sensibility      | наратор | [ 104 ]         |
| 1999.  | Listen to the Storyteller  | наратор | [ 14 ]          |
| 2012.  | Thérèse Raquin             | наратор | [ 105 ] [ 106 ] |
| 2012.  | You're a Bad Man, Mr Gum!  | наратор | [ 107 ]         |
| 2014.  | Matilda                    | наратор | [ 108 ]         |
| 2014.  | The Magic Finger           | наратор | [ 109 ]         |
| 2023.  | Dark Season: Legacy Rising | Рит     | [ 110 ]         |